# Tiếng Khách Gia Đài Loan
Tiếng Khách Gia Đài Loan là một nhóm phương ngữ bao gồm các phương ngữ tiếng Khách Gia được nói ở Đài Loan, chủ yếu được sử dụng bởi người Khách Gia. Tiếng Khách Gia Đài Loan được chia thành năm phương ngữ chính: Tứ Huyện (四縣腔), Hải Lục (海陸腔), Đại Bộ (大埔腔), Nhiêu Bình (饒平腔) và Chiếu An (詔安腔). Tiếng nói rộng rãi nhất trong năm phương ngữ Khách Gia ở Đài Loan là Tứ Huyện và Hải Lục. Phương ngữ Tứ Huyện có 6 thanh điệu, bắt nguồn từ Mê Châu, Quảng Đông, chủ yếu được nói ở Miêu Lật, Bình Đông và Cao Hùng, trong khi phương ngữ Hải Lục sở hữu 7 thanh, có nguồn gốc từ Hải Phong và Lục Phong, Quảng Đông, và tập trung quanh Tân Trúc. Tiếng Khách Gia Đài Loan cũng chính thức được liệt kê là một trong những ngôn ngữ quốc gia của Đài Loan.